# PGC 1848496
LEDA/PGC 1848496 ist eine Spiralgalaxie im Sternbild Coma Berenices am Nordsternhimmel. Sie ist schätzungsweise 1,1 Milliarden Lichtjahre von der Milchstraße entfernt und hat einen Durchmesser von etwa 95.000 Lichtjahren. 
Im selben Himmelsareal befinden sich unter anderem die Galaxien NGC 4448, IC 3441, PGC 1847234, PGC 1851254.